# Liste der Monuments historiques in Courchelettes
Die Liste der Monuments historiques in Courchelettes führt die Monuments historiques in der französischen Gemeinde Courchelettes auf.

## Liste der Objekte
| Bezeichnung | Beschreibung                  | Standort                       | Kennzeichnung | Schutzstatus | Datum | Bild |
| ----------- | ----------------------------- | ------------------------------ | ------------- | ------------ | ----- | ---- |
| Altar       | Holz, bemalt, 18. Jahrhundert | in der Kirche Ste-Jeanne-d'Arc | PM59006164    | Inscrit      | 1986  |      |